# Space Delta 8

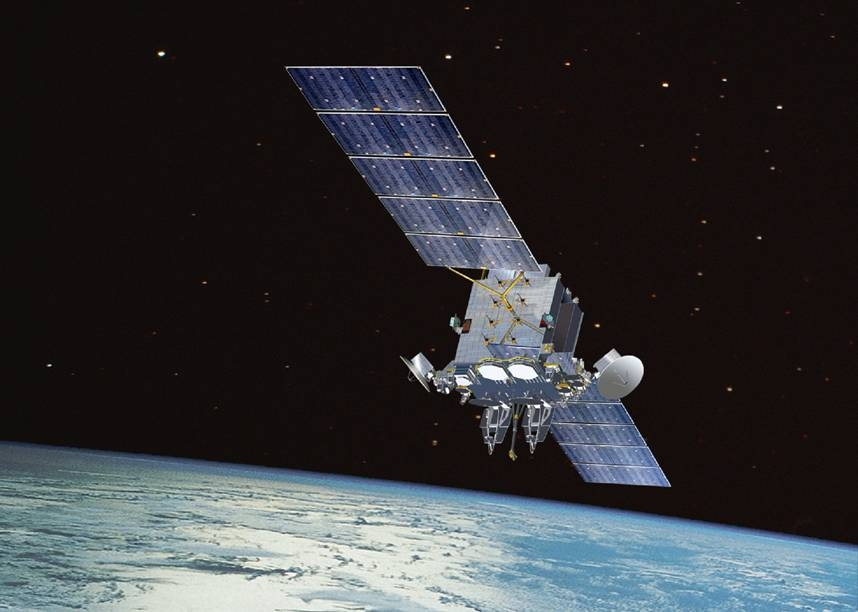
Satellite AEHF

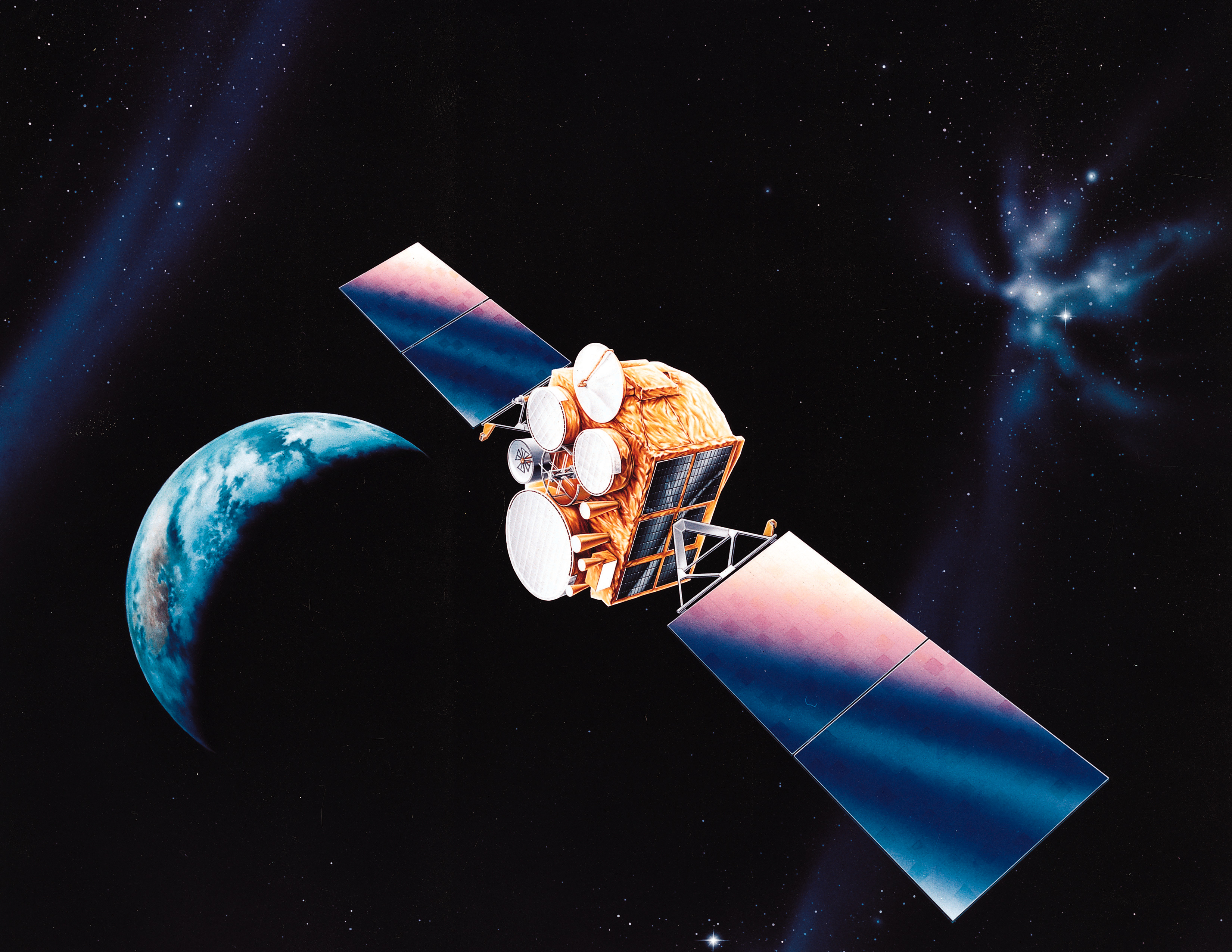
Satellite DSCS

Lo Space Delta 8 è un'unità di operazioni spaziali della United States Space Force, inquadrata nello United States Space Command. Il suo quartier generale è situato presso la Schriever Space Force Base, in Colorado.

## Missione
Il delta provvede alla posizione, navigazione, sincronizzazione e comunicazioni militari per le forze americane, gli alleati delle coalizioni, partner di agenzie governative e utenti commerciali e civili.

## Organizzazione
Attualmente, al 2024, esso controlla:
- 8th Combat Training Squadron - Addestramento e certificazione operativa, sviluppo di tattiche, supporto ingegneristico e gestione degli equipaggi.
- 4th Space Operations Squadron - Gestisce le comunicazioni satellitari attraverso le costellazioni di satelliti dell'AEHF,
- 10th Space Operations Squadron - Point Mugu, California

Gestisce le operazioni di un satellite della flotta (FLTSAT), 5 Ultra-High Frequency Follow-on (UFO), 2  POLAR e 5 Mobile User Objective System (MUOS). Inoltre gestisce due pacchetti EHF che forniscono comunicazioni strategiche critiche e protette alle piattaforme militari operanti nella regione polare settentrionale.
-Laguna Peak Facility - supporta le operazioni dello Space-Ground Link System (SGLS) satellite TT&C
-Detachment ALFA - Prospect Harbor, Maine
-Detachment CHARLIE - Finegayan, Guam
- 53rd Space Operations Squadron

Gestisce i satelliti DSCS, Milstar e WGS.
-Detachment Fort Detrick, Maryland
-Detachment Fort Meade, Maryland
-Detachment Landstuhl, Germania
-Detachment Wahiawa, Hawaii
-Detachment Okinawa, Giappone